# 葩地坪遗址
葩地坪遗址，位于中国甘肃省岷县，为一个省级文物保护单位，类型为古遗址。
葩地坪遗址的历史年代为新石器时代。